# Gymnopogon
Gymnopogon és un gènere de plantes de la subfamília de les cloridòidies, família de les poàcies, ordre de les poals, subclasse de les commelínides, classe de les liliòpsides, divisió dels magnoliofitins. El nom d'aquest gènere deriva de les paraules gregues gumnos (nu) i pogon (barba). Va ser descrit científicament per Ambroise de Beauvois en l'any 1812 (Essai d'une nouvelle Agrostographie 41. Pl. 9. F. 3.)
Les seves 15 espècies rconegudes es fan a l'Àsia tropical (Índia i Tailàndia), a Nord-America i, especialment, a Sud-amèrica, amb una presència destacada al Brasil.

## Taxonomia
| - Gymnopogon ambiguus (Michx.) Britton, Sterns i Poggenb. - Gymnopogon aristiglumis Hitchc. - Gymnopogon beyrichianus Parodi - Gymnopogon biflorus Pilg., sinònim de G. spicatus - Gymnopogon brevifolius Trin. - Gymnopogon brevisetus (Hack.) J.P.Smith, sin. G. grandiflorus - Gymnopogon burchellii (Munro ex Döll) Ekman - Gymnopogon chapmanianus Hitchc. - Gymnopogon delicatulus (C.B.Clarke) Bor - Gymnopogon digitatus Nees ex. Steud. - Gymnopogon distichophyllus Steud., sin. G. ambiguus - Gymnopogon doellii Bocchat i Valls - Gymnopogon elongatus Nees ex. Steud. - Gymnopogon fastigiatus Nees - Gymnopogon filiformis Griseb., sin. G. spicatus - Gymnopogon floridanus Swallen, sin. G. chapmanianus - Gymnopogon foliosus (Willd.) Nees - Gymnopogon glaber Caro. - Gymnopogon grandiflorus Roseng., B. R. Arrill. i Izag. | - Gymnopogon haumani Parodi - Gymnopogon jubiflorus Hitchc., sin. G. fastigiatus - Gymnopogon laevis Nees, sin. G. spicatus - Gymnopogon legrandii Roseng., B.R. Arrill. i Izag. - Gymnopogon longifolium E.Fourn. i E.Fourn. - Gymnopogon longifolius E.Fourn. ex Hemsl. - Gymnopogon mesense Schweinf. - Gymnopogon mollis Nees - Gymnopogon muticus Hack., sin. G. burchellii - Gymnopogon pullulans Döll - Gymnopogon racemosus P.Beauv., sin. G. ambiguus - Gymnopogon radiatus (L.) Parodi - Gymnopogon rigidus Döll, sin. de G. doellii - Gymnopogon rupestris Ridl. - Gymnopogon scoparius Trin., sin. G. ambiguus - Gymnopogon spicatus (Spreng.) Kuntze - Gymnopogon swallenii J.P.Smith, sin. G. legrandii - Gymnopogon urospilotus sin. de Gymnapogon urospilotus - Gymnopogon virletii E.Fourn. i E.Fourn. - Gymnopogon wightii Koord. sin. de Dichaetaria wightii |

## Sinònims
- Anthopogon Nutt.
- Alloiantheros Elliott ex Raf.
- Biatherium Desv.
- Sciadonardus Steud.
- Monochaete Döll
- Doellochloa Kuntze